# 小青山水库
小青山水库是中国湖北省黄石市阳新县境内的一座水库，位于大冶湖支流青山河上，建于1966年。水库正常库容为924万立方米，集雨面积为14.01平方千米，海拔为144米。